# Montbré
Montbré là một xã thuộc tỉnh Marne trong vùng Grand Est đông nam nước Pháp. Xã này nằm ở khu vực có độ cao trung bình 103 mét trên mực nước biển.
Diện tích của Montbré là 3,1 km², dân số năm 2006 là 265 người.